# Дэган (лунный кратер)
Кратер Дэган (лат. Dugan) — большой древний ударный кратер в северной приполярной области обратной стороны Луны. Название присвоено в честь американского астронома Раймонда Смита Дугана (1878—1940) и утверждено Международным астрономическим союзом в 1970 г. Образование кратера относится к нектарскому периоду.

## Описание кратера
Ближайшими соседями кратера являются кратер Хайн на западе; гигантский кратер Шварцшильд на северо-востоке; огромный кратер Комптон на юге и гигантский кратер Белькович на юго-западе. Далее на юго-западе находится Море Гумбольдта. Селенографические координаты центра кратера 64°07′ с. ш. 103°07′ в. д. / 64,12° с. ш. 103,11° в. д., диаметр 49,7 км, глубина 2,4 км.
Кратер имеет полигональную форму, значительно разрушен за длительное время своего существования и сглажен породами выброшенными при образовании соседних кратеров.  Вал кратера превратился в слабо выраженное кольцо холмов и пиков, наибольшей высоты достигает в юго-восточной части. Высота вала над окружающей местностью достигает 1120 м , объем кратера составляет приблизительно 2 000 км³. Дно чаши сравнительно ровное, без приметных структур, отмечено множеством мелких кратеров.

## Сателлитные кратеры

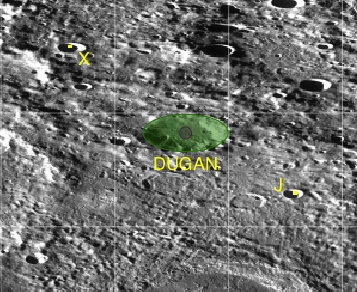
Фрагмент карты LAC-6.

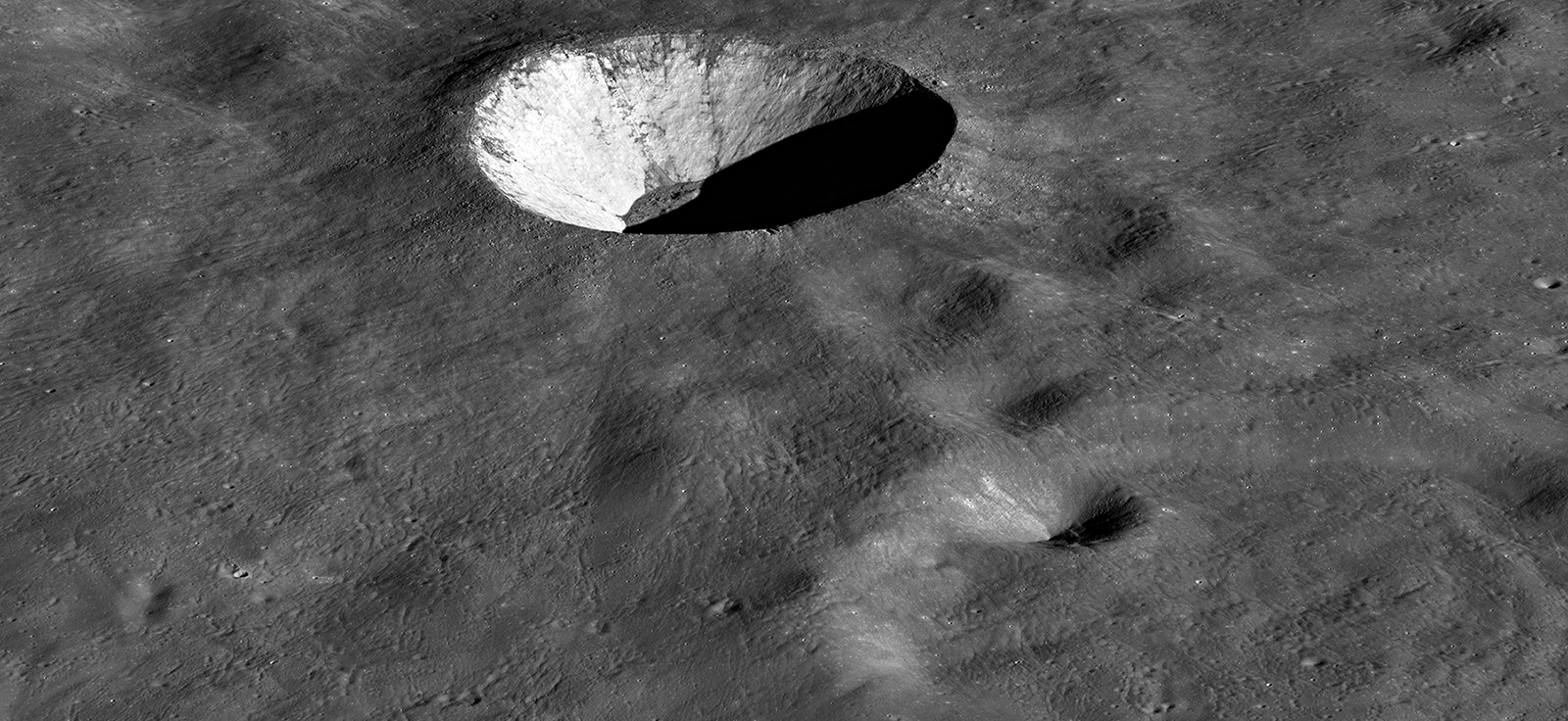
Сателлитный кратер Дэган J. Снимок зонда Lunar Reconnaissance Orbiter.

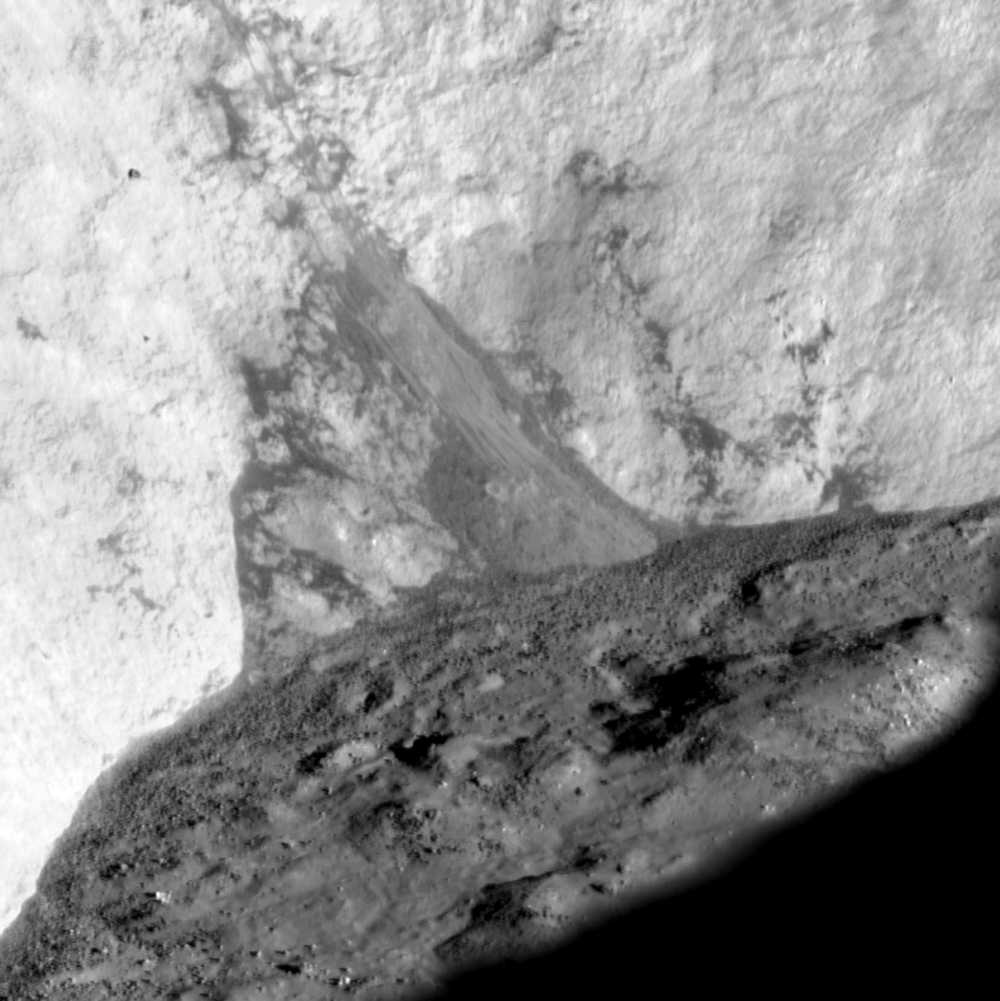
Оползень мелкозернистой породы на юго-восточной части внутреннего склона сателлитного кратера Дэган J. Снимок зонда Lunar Reconnaissance Orbiter, ширина снимка около 2000 м.

| Дэган | Координаты                                              | Диаметр, км |
| ----- | ------------------------------------------------------- | ----------- |
| J     | 61°26′ с. ш. 107°52′ в. д. / 61,44° с. ш. 107,87° в. д. | 12,8        |
| X     | 67°50′ с. ш. 98°08′ в. д. / 67,83° с. ш. 98,13° в. д.   | 14,2        |

## См.также
- Список кратеров на Луне
- Лунный кратер
- Морфологический каталог кратеров Луны
- Планетная номенклатура
- Селенография
- Минералогия Луны
- Геология Луны
- Поздняя тяжёлая бомбардировка